# Epifragma

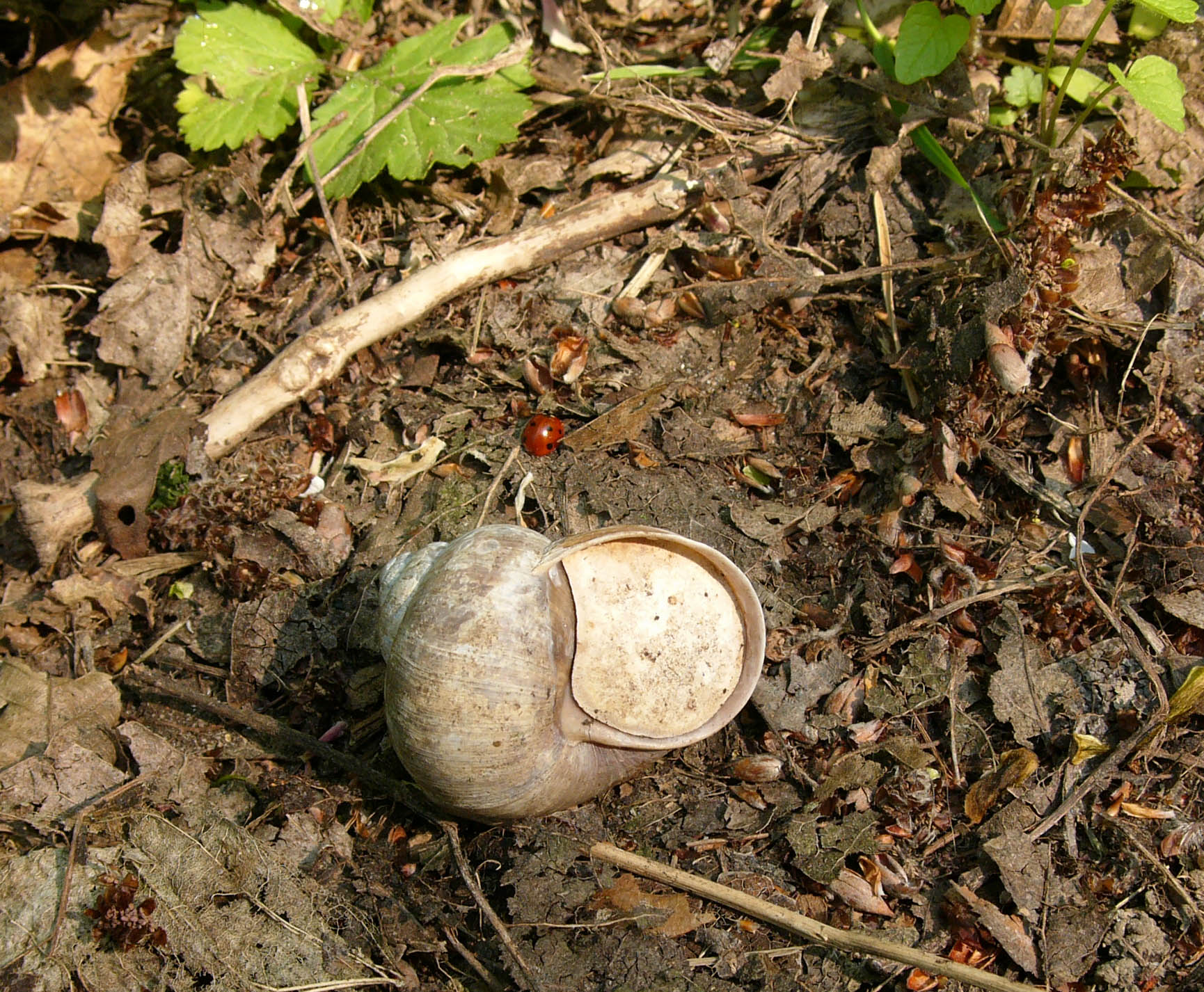
Epifragma di Helix pomatia

L'epifragma è una formazione mucoso-calcarea di alcuni gasteropodi che ha la funzione di tappare l'ingresso della conchiglia e di mantenere al suo interno la necessaria umidità. 
A differenza di un opercolo non può essere mosso avanti e indietro dal mollusco e, qualora rotto, deve essere riformato da capo mediante l'accumulo di apposite secrezioni.
La chiocciola in letargo si mura letteralmente per vivere un periodo di vita rallentata, dall'inizio dell'inverno fino alle prime piogge primaverili; «la porta che il gasteropodo interpone fra sé e l'ambiente esterno è dapprima una finissima membrana iridata che rassomiglia alla pellicola delle bolle di sapone. Il liquido della quale è fatta emana da glandole mucose ed è poco carico di calcare». Ben presto, attraverso le ghiandole a secrezione calcarea, che producono una materia ricca di calcio e densa, la membrana primitiva diventa più spessa rapidamente e, «seccandosi le dà un aspetto biancastro, una opacità completa, la consistenza dura e pergamenacea d'una pelle di tamburo. Questa pelle è l'epiframma». Marcel Roland prosegue nella sua descrizione osservando che L'Helix aspersa a volte non produce un epifragma completo, ad esempio se l'inverno non è molto freddo, e si limita «ad attirare, contro l'orificio del suo guscio, un corpo piatto, come una foglia secca o qualche scheggia di legno, e completa poi l'otturazione cementando il contorno del guscio in modo da rendere la chiusura inviolabile. (...) Ho visto uno di questi gasteropodi utilizzare a questo scopo un pezzo di giornale».